# Blockhaus (Abruzzo)
Blockhaus er en lokalitet i regionen Abruzzo i Italien. Den har fået sit navn efter det blokhus (tysk: blockhaus), der blev opført på stedet i 1863-1864.

## Historie
De bjergrige områder i Kongeriget Napoli var i mange år hjemsted for små grupper af røvere (briganti), der stjal fra bønderne og plyndrede rejsende. I forbindelse med Italiens samling i 1861 skete der store sociale omvæltninger i Syditalien, og mange af de fattige og utilfredse valgte en tilværelse som brigante. Problemet blev så stort, at den italienske regering indledte en militær offensiv mod røverbanderne, og i 1863 blev der vedtaget en vidtrækkende lov (legge Pica), der gjorde det muligt også at henrette familiemedlemmer og medhjælpere til banditterne. Som et led i denne offensiv blev blokhuset bygget på en bjergtop, hvor vejen sluttede, lidt syd for bjergpasset Passo Lanciano. Opførelsen skete i 1863-1864 og det lille fæstningsværk havde plads til 18 mand og deres heste. Den hårdhændede jagt på røverbanderne bar frugt, og i 1866 var der ikke længere brug for tropper på bjerget, og blokhuset blev forladt. Man kan stadig se resterne af fundamentet til bygningsværket. Betegnelsen Blockhaus for stedet blev hængende, muligvis fordi de norditalienske soldater kendte denne type befæstninger fra Alperne, hvor det tysksprogede begreb var udbredt.

## Natur
Blockhaus ligger i Majellabjergene, som er en del af de centrale Appenniner. Majellabjergene indgår i nationalparken Parco Nazionale della Majella. Bjerget, Blockhaus ligger på, er 2.140 meter, og kaldes nu Monte Blockhaus. Området er populært blandt vandrere og mountainbikere, og Blockhaus er en af de toppe man passerer på vandreruten fra Passo Lanciano til Monte Amaro, der med sine 2.793 meter er det højeste af Majellas bjerge.
Blockhaus skulle have været endestation for 17. etape af Giro d'Italia 2009. Sneen blev imidlertid liggende længe det år, og ruten måtte omlægges, så målet i stedet kom til at ligge i 1.631 meters højde, på vejen mellem Passo Lanciano og Blockhaus.